# Diecezja Goré
Diecezja Goré (łac. Dioecesis Gorensis) – diecezja rzymskokatolicka w Czadzie. Powstała w 1998.

## Biskupi diecezjalni
- Bp Rosario Pio Ramolo, O.F.M. Cap. (od 1998)